# Elymnias congruens
Elymnias congruens är en fjärilsart som beskrevs av Semper 1886. Elymnias congruens ingår i släktet Elymnias och familjen praktfjärilar. Inga underarter finns listade i Catalogue of Life.